# NGC 5307
NGC 5307 – mgławica planetarna znajdująca się w gwiazdozbiorze Centaura. Została odkryta 15 kwietnia 1836 roku przez Johna Herschela. Według różnych szacunków mgławica ta jest odległa od 7200 do 8500 lat świetlnych od Ziemi.